# Myscelus assaricus
Espèce

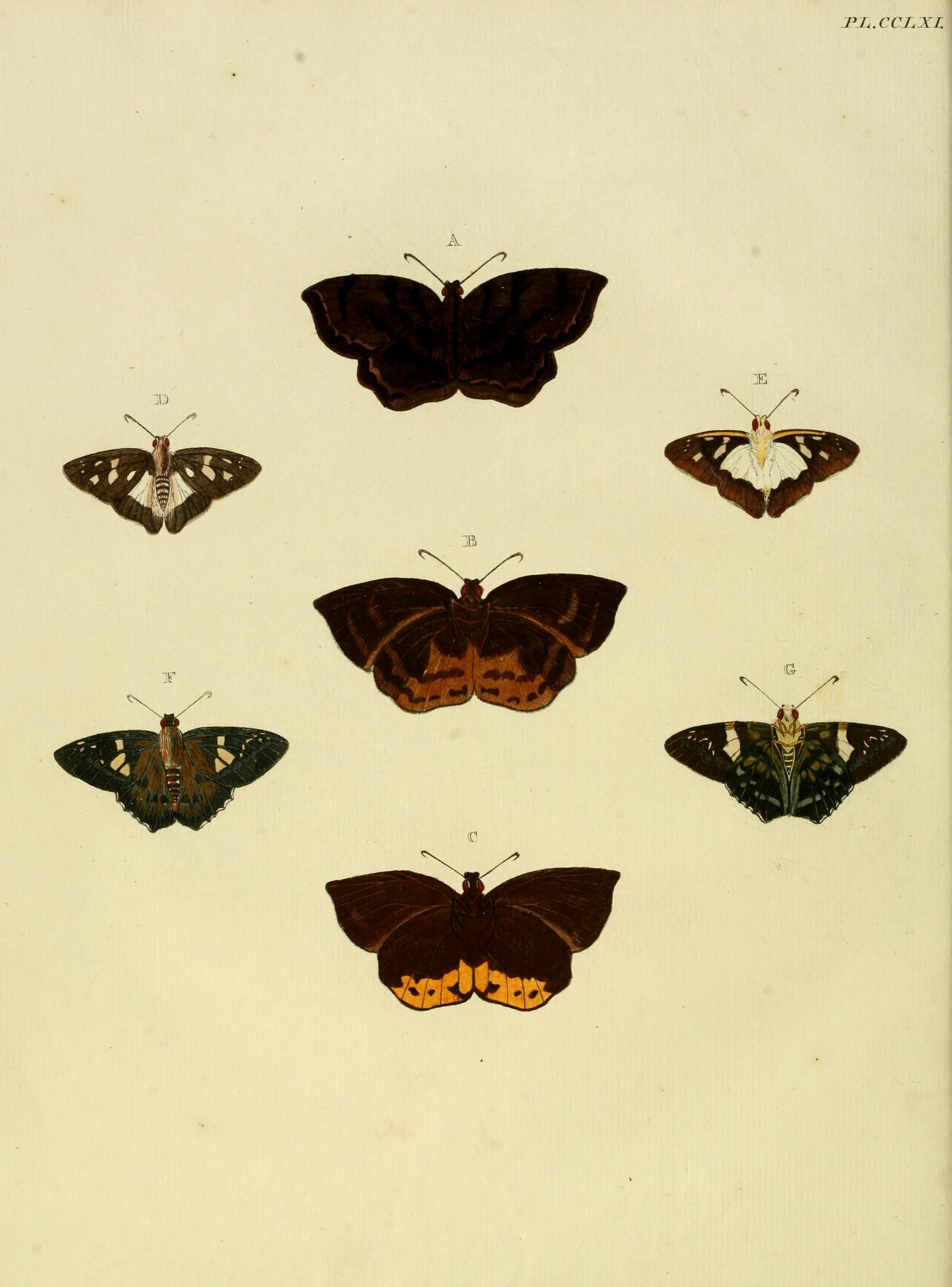
Illustration de papillons Myscerus assaricus

Myscelus assaricus est une espèce de lépidoptères (papillons) de la famille des Hesperiidae, de la sous-famille des Pyrginae et de la tribu des Pyrrhopygini.

## Dénomination
Myscelus assaricus a été décrit par Pieter Cramer en 1779 sous le nom initial de Papilio assaricus.

### Nom vernaculaire
Myscelus assaricus se nomme Fiery Myscelus en anglais.

### Sous-espèces
- Myscelus assaricus assaricus
- Myscelus assaricus mapirica (Strand, 1921)
- Myscelus assaricus michaeli Nicolay, 1975[1].

## Description
Myscelus assaricus est un papillon au corps trapu de couleur orange à l'abdomen rayé de cercles marron. 
Sur le dessus les ailes antérieures ont une minime partie basale orange, le reste de l'aile est soit de couleur marron, soit de couleur bleu-vert métallisé avec une large bande hyaline veinée de foncé du bord costal vers le bord interne et de petites taches hyalines dans l'aire postdiscale, du côté de l'apex. Les ailes postérieures sont orange à bord externe festonné largement bordé de marron ou de bleu-vert métallisé.

## Écologie et distribution
Myscelus assaricus est présent au Mexique, au Guatemala, au Costa Rica, à Panama, en Bolivie, au Pérou, au Brésil, au Surinam, en Guyana et en Guyane,,.

### Protection
Pas de statut de protection particulier.